# Неелов, Сергей Алексеевич
Сергей Алексеевич Неелов (Неёлов; 1779 или 1781 — 1852) — русский поэт.

## Биография
Не всех нас здесь равняет бог:

Я поглупел, а ты и поглупеть не мог.

С «Клеоном» кто сравняться смеет?

Высок он, глуп он и здоров,

Рог изобилия он от жены имеет,

И изобилие рогов.

Встретивши старую даму, которая жаловалась, 

что скушала грибы 1847 года

Сей случай для меня необычайно нов:

Я думал, что сморчки не кушают грибов.
Из богатого дворянского рода Нееловых. Родился в 1779 или в 1781 году. Отец — коллежский советник Алексей Васильевич Неелов, в 1784 году был председателем Палаты уголовного суда Черниговского наместничества.
В 1785 году (в возрасте четырёх или шести лет) был номинально записан на службу в Лейб-гвардии Конный полк, дислоцировавшийся в столичном Санкт-Петербурге, и числился (а последние несколько лет, возможно, и служил) в нём до 1798 года, когда вышел в отставку в чине корнета, после чего поселился в Москве и всецело посвятил себя светской жизни и поэзии. Постоянный посетитель Английского клуба, великосветских обедов и балов, Неелов всюду декламировал свои шуточные стихотворения, экспромты и эпиграммы, и писал мадригалы в альбомы московских барышень.
По словам поэта князя П. А. Вяземского, с которым он был в хороших отношениях, Неелов был основателем поэтической школы, последователями которой позже стали Иван Иванович Мятлев и Сергей Александрович Соболевский. В течение нескольких десятков лет Неелов был известен в Москве своими шутками и веселыми стихами; стихи его, почти всегда неправильные по форме, всегда были забавны, остры и метки. Согласно РБС, «Истинный поэт в своем роде, Неелов чувствовал потребность перекладывать экспромтом на стихи все свои чувства и впечатления, и делал это так удачно, что даже Пушкин был в восторге». Впрочем, дословно Пушкин писал в письме Вяземскому следующее: «Стихи Неелова прелесть, не даром я назвал его некогда chantre de la merde (дерьмопевцем)».
Большая часть стихотворений Неелова были фривольны по своему содержанию и поэтому в 19 столетии не печатались, а пересказывались или расходились в списках. Напечатаны были лишь немногие его произведения, в том числе стихотворения: «К одной княжне, возвратившейся из Харькова»", «У всякого свой рай», и несколько других.
Скончался Неелов в 1852 году в Москве и был похоронен на Ваганьковском кладбище.

## Личная жизнь
C. A. Неелов был женат два раза. В первый раз — на княжне Елене Петровне Меншиковой (1771—1837), правнучке А. Д. Меншикова и кузине русского главнокомандующего в Крыму во время Крымской войны А. С. Меншикова (1787—1869). Во второй раз — на Александре Дмитриевне Киселевой, сестре (?) графа (с 1839 года) П. Д. Киселёва (1788—1872). Обе супруги Неелова, вероятно, приходились родственницами ключевым приближённым Николая I. Однако, оба брака были бездетны, что дало повод Неелову, хотевшему иметь детей, написать шуточное обращение к судьбе.